# Giuseppe Torelli
Giuseppe Torelli (født 22. april 1658 i Verona, Italien, død 8. februar 1709 i Bologna, Italien) var en italiensk violinist, pædagog og komponist, som sammen med Arcangelo Corelli vurderes til at være blandt udviklerne af den barokke concerto og concerto grosso.
Torelli vil først og fremmest blive husket for sine bidrag til udviklingen af den instrumentale concerto, særlig concerti grossi og solo concerto, for strygere og continuo, såvel som værende den mest produktive barokkomponist for trompeter.
Han betragtes af mange som én af de største italienske komponister og violinister nogensinde. Det vides dog ikke hos hvem han studerede violin, selv om han godt kan have været elev af Giacomo Antonio Perti i Bologna. Da han var 26 år, den 27. juni 1684, blev han medlem af Accademia Filarmonica, som suonatore di violino. Han dirigerede capellaet i katedralen San Petronio i Bologna, fra 1686 til 1695. Han var maestro di concerto for hoffet hos Georg Friedrich 2. i årene 1698-99 hvor han præsenterede et oratorium (december 1699), før han vendte tilbage til Bologna i 1701 for herefter at blive violinist i cappella musicale i San Petronio.